# Chicago (banda)
Chicago es una banda de rock estadounidense. La agrupación es, junto a Blood, Sweat & Tears, la banda más representativa, y la más exitosa en términos comerciales, de lo que se dieron en llamar Big Bands de Rock. Se fundó en la ciudad de su mismo nombre en 1967, aunque inicialmente se denominó "Chicago Transit Authority", nombre que debieron recortar por problemas jurídicos con la autoridad de transporte público de la ciudad. El grupo permanece activo en la actualidad.

## Historia

### El comienzo: 1967-1968
La banda estuvo integrada, inicialmente, por Lee Loughnane (trompeta), James Pankow (trombón), Walter Parazaider (saxos, flauta), Robert Lamm (voz, piano, órgano), Terry Kath (guitarra, voz), Peter Cetera (bajo, voz) y Danny Seraphine (batería, percusión). Al contrario que BS&T, Chicago mantuvo esta formación bastante estable a lo largo de su historia.
El grupo se formó en el invierno de 1967, a partir del núcleo de la banda de Kath, Parazaider y Seraphine, que se llamaba "The Missing Links", durante una jam session en la Universidad DePaul, cuando se les unieron en el escenario Pankow y Loughnane. El nuevo grupo se llamó "The Big Thing", y se completó poco después con Cetera y Lamm. Fue este quien embarcó a la banda en una gira a Los Ángeles, donde, ya bajo el nombre de Chicago Transit Authority, cosecharon un inesperado éxito.
Ese mismo año, el productor James William Guercio, decidió tutelarlos y, por ello, renunció a producir el primer disco de BS&T, tal como le había pedido Al Kooper. Sí produjo, sin embargo, el segundo, aunque solo después de que CBS le hubiese dado luz verde a la grabación del primer álbum de "sus chicos".

### La etapa creativa: 1969-1971
El primer álbum apareció bajo el nombre del propio grupo, Chicago Transit Authority (Columbia, 1969) y se trató de un disco doble. Algunos de los cortes incluidos en este primer álbum doble son definitorios del sonido de fusión de blues, jazz y rock, en "una distintiva mezcla de alto octanaje": el progresivo y, como se decía entonces, underground tema I'm a man (utilizado por el DJ de Nueva York, Francis Grasso para crear la primera remezcla rítmica, preludio de la música disco); la experimental y vanguardista Free form guitar; temas con un papel importante de los metales, como Introduction; canciones pop como Does anybody really know what time it is? o Beginnings, con su set final de percusión. El álbum tuvo un impacto mediático enorme y logró índices de venta suficientes en todo el mundo, como para que el grupo realizara una primera gira por Europa, en otoño de 1969.
En España, este primer álbum doble, por razones de cautela comercial de CBS, se publicó como dos álbumes sencillos e independientes entre sí, con varios meses de diferencia: Chicago Transit Authority y I'm a man.
Un año más tarde, la banda publicó su segundo álbum doble, bajo el título de Chicago II (1970). Este nuevo disco contenía varios hits, como 25 or 6 to 4, y algunas de sus obras más destacadas, como la arriesgada suite Ballet for a girl in Buchanan, en siete partes, o el tema Poem for the people. También incluyó una composición de música contemporánea, compuesta por Terry Kath y orquestada por Peter Matz, llamada Prelude / Mourning; además de algunos temas pop, como Where do we go from here?.
El tercer disco, también doble, llamado, por supuesto, Chicago III (1971), abundó en la misma línea que el anterior, y tiene también un alto nivel, aunque la crítica lo consideró, en su momento, inferior a los dos anteriores. Incluyó también tres suites, entre las que destaca An hour in the shower, cantada por Terry Kath. No hubo, en este caso, ningún superhit, aunque el disco logró muy buenas ventas.

### Éxito comercial: 1972-1977
Ese mismo año, la banda publicó un cuádruple álbum en directo, Chicago at Carnegie Hall (1971), que no obtuvo buena consideración, especialmente por sus deficiencias de sonido, reconocidas por el propio Pankow. Su época de oro, musicalmente hablando, pareció concluida con el disco Chicago V (1972) que, aun cuando contenía algunos destacados temas (Dialogue, A hit by Varese...) y al menos un hit (Saturday in the park), no logró el nivel de los tres primeros. Sin embargo, fue el primero de sus discos en alcanzar el n.º 1 en EE. UU, y el comienzo de una racha que duró hasta el undécimo disco. Ese mismo año, se publicó otro álbum en directo, Live in Japan (1972).
Los siguientes años vieron cómo el grupo sacaba nuevos discos a un ritmo elevado (seis discos en cinco años). En 1974, el grupo se había reforzado con un percusionista, Laudir de Oliveira, que ya había colaborado con ellos en algunas giras, y la producción seguía en manos de Guercio, pero su música fue perdiendo fuelle creativo, "agotándose en repeticiones estereotipadas", lo que no impidió que mantuvieran un considerable éxito comercial, especialmente con su álbum Chicago X (1976), que contenía su más conocido hit, If You Leave Me Now, una balada cantada por Cetera, considerada la número uno de todos los tiempos en el campo del soft rock, que fue un éxito a nivel mundial y motivó una nueva gira por Europa.

### La crisis: 1978-1983
En 1978 la banda entra en una profunda crisis: Guercio abandona definitivamente la producción del grupo; Terry Kath muere de un disparo accidental cuando jugaba a la ruleta rusa, y su puesto lo cubre, provisionalmente, el guitarrista Donnie Dacus. Los siguientes discos, Hot Streets (1978) y Chicago 13 (1979), producidos por Phil Ramone, son un relativo fracaso comercial y artístico, al igual que Chicago XIV (1980). Por primera vez desde la aparición del grupo, un nuevo disco de Chicago no entraba en el Top 50 de Billboard, ni siquiera en los últimos puestos.
Musicalmente, la banda cae en la repetición de esquemas, totalmente inmersa en el sonido soft rock, y editando sucesivas baladas cantadas por Cetera, en un intento de reeditar el éxito de 1976. Durante la gira 1982-83, Dacus es sustituido por Bill Champlin (que luego volvería en distintas giras), y el disco que se publica ese año, Chicago 16, vuelve a entrar en los primeros puestos de las listas de ventas.
El primer sencillo de este álbum, "Hard to say I'm sorry", alcanza el número 1 en Billboard y en otros listados de popularidad en el mundo. Así, parece terminarse la crisis.

### La supervivencia: 1984-Actualidad
El disco Chicago 17 (1984) es el último que graba Peter Cetera, y contiene dos de los más grandes éxitos soft rock cosechados en la historia de la banda: "Hard Habit to break" y "You're the inspiration". Peter Cetera decide abandonar la banda e iniciar una aventura discográfica de manera solitaria.
El nuevo cantante elegido, tras realizar numerosas audiciones es Jason Scheff, quien se ajustaba a lo que la banda estaba buscando (un cantante con un cierto toque "Cetera" y un bajista sólido, hijo del bajista que solía acompañar a Elvis Presley). Algunos cambios más se producen en la década de 1990, año en que Danny Seraphine abandona el grupo y es sustituido por Tris Imboden. Algunos años después (1995), Keith Howland se une al grupo como guitarrista definitivo, al convencer al resto de la banda, lo que no habían logrado guitarristas como Donnie Dacus, Chris Pinnick o Dawayne Bailey.
En el año 2000, la banda inicia un contrato con la discográfica Rhino Records, después de haber grabado sus álbumes con Columbia Records y Warner Bros. Records. En 2002, Rhino publicó un recopilatorio en formato doble, The Very Best of: Only the Beginning. El 21 de marzo de 2006 la banda publicó su primer álbum de estudio desde Twenty 1, titulado Chicago XXX. Fue producido por Jay DeMarcus, cantante del trío de country Rascal Flatts.
En 2010 Chicago salió de gira con The Doobie Brothers. Con Chicago XXXIII: O Christmas Three, la banda volvió a contar con la colaboración del productor Phil Ramone para grabar un nuevo álbum navideño. En la misma fecha Rhino publicó el álbum en vivo Chicago XXXIV: Live in '75, un disco doble con una presentación en vivo de la banda en 1975. En 2012, Chicago y The Doobie Brothers se embarcaron en una gira nuevamente.
A finales de 2013 la banda empezó a lanzar los sencillos de un nuevo álbum ("Somethin' Comin', I Know" en agosto, "America" en septiembre, "Crazy Happy" y "Naked in the Garden of Allah"). El álbum, titulado Chicago XXXVI: Now, fue publicado en julio de 2014. En 2015, la banda fue listada entre los nominados a formar parte del Salón de la Fama del Rock and Roll. La formación original de la banda fue incluida en el Salón de la Fama en una gala realizada el 8 de abril de 2016 junto a N.W.A., Deep Purple, Steve Miller y Cheap Trick.

## Miembros
A partir de julio de 2018, los tres miembros originales activos restantes de Chicago son Lamm, Loughnane y Pankow. Parazaider se retiró de las giras regulares, pero todavía se lo considera miembro de la banda y puede tocar en eventos especiales.

## Estructura legal de la banda
La jerarquía legal de la banda quedó iluminada en una entrevista publicada en julio de 2022 con Robert Lamm, en la que él, Pankow y Loughnane son identificados como los "socios" y el resto de los miembros como "jugadores contratados". Según Lamm, los tres socios controlan lo que hace la banda. La decisión de grabar el álbum de 2022, Born for This Moment, dependió en gran medida del consenso de los tres socios.

## Estado de Walter Parazaider
Durante varios años, no estuvo claro el estatus exacto de Walter Parazaider como miembro actual o exmiembro. Un artículo de 2017 decía que Parazaider se retiró debido a una enfermedad cardíaca, pero todavía era "técnicamente" parte del grupo. Otro artículo de 2017 decía que Ray Herrmann se había convertido en miembro de gira a tiempo completo, pero que "Parazaider sigue siendo miembro de la banda y actúa con el grupo en ciertos eventos". Según un artículo de 2018, Parazaider "se retiró oficialmente" en 2017. El 10 de agosto de 2018, Ray Herrmann apareció como miembro de la banda, y Parazaider no, en el sitio web oficial del grupo. Si bien en ocasiones se había referido a Parazaider como un miembro del grupo que no estaba de gira, no apareció en ninguno de los álbumes de estudio lanzados desde su retiro, Chicago Christmas de 2019 y Born for This Moment de 2022. En 2021, Parazaider reveló que le habían diagnosticado la enfermedad de Alzheimer.
Miembros Actuales
Lista de miembros de la banda de Chicago

#### Socios originales de la banda
- Robert Lamm - teclados, voz, ocasionalmente guitarra (1967-presente), pedales de bajo (1967)
- Lee Loughnane - trompeta, fliscorno, coros, ocasionalmente voz, guitarra y teclados (1967-presente)
- James Pankow - trombón, coros, ocasionalmente percusión y teclados (1967-presente)
- Walter Parazaider - saxofón, flauta, clarinete, coros (1967-presente; retirada de gira desde 2017)

#### Miembros de la banda contratados
- Walfredo Reyes Jr. - batería (2018-presente), percusión (2012-2018)
- Ray Herrmann - saxofón, flauta, clarinete, coros (2016-presente; sustituto de gira 2005-2016)
- Neil Donell - voz, guitarra (2018-presente)
- Ramón Yslas - percusión (2018-presente)
- Tony Obrohta - guitarra, coros (2021-presente)
- Loren Gold - teclados, voz (2022-presente; sustituto de gira 2021)
- Eric Baines - bajo, coros (2022-presente)
- Carlos Murguia – teclados, voz (2025-presente; sustituto de gira 2023-2025)

Ex Miembros
- Terry Kath - guitarra, voz, ocasionalmente bajo (1967-1978, su muerte)
- Danny Seraphine - batería (1967-1990), percusión (1967-1974, 1981-1990)
- Peter Cetera - bajo, voz, ocasionalmente guitarra (1967-1985)
- Laudir de Oliveira - percusión (1974-1981, muerto en 2017)
- Donnie Dacus - guitarra, voz (1978-1980)
- Chris Pinnick - guitarra (1980-1985)
- Bill Champlin - teclados, guitarra, voz (1981-2009)
- Jason Scheff - bajo, voz, ocasionalmente teclados y guitarra (1985-2016)
- Dawayne Bailey - guitarra, coros (1986-1995)
- Tris Imboden - batería, ocasionalmente armónica (1990-2018), percusión (1990-2009)
- Bruce Gaitsch - guitarra (1995)
- Keith Howland - guitarra, coros, ocasionalmente voz (1995-2021)
- Lou Pardini - teclados, voz (2009-2022)
- Drew Hester - percusión (2009-2012)
- Daniel de los Reyes - percusión (2012, 2018)
- Jeff Coffey - bajo, voz, ocasionalmente guitarra (2016-2018)
- Brett Simons - bajo, coros (2018-2022)

## Discografía

### Álbumes de estudio
- The Chicago Transit Authority (abril de 1969) - Billboard 200 #17; Reino Unido #9
- Chicago II (enero de 1970) - Billboard 200 #4; Reino Unido #6
- Chicago III (enero de 1971) - Billboard 200 #2; Reino Unido #9
- Chicago V (julio de 1972) - Billboard 200 #1; Reino Unido #24
- Chicago VI (junio de 1973) - Billboard 200 #1
- Chicago VII (marzo de 1974) - Billboard 200 #1
- Chicago VIII (marzo de 1975) - Billboard 200 #1
- Chicago X (junio de 1976) - Billboard 200 #3; Reino Unido #21
- Chicago XI (septiembre de 1977) - Billboard 200 #6
- Hot Streets (septiembre de 1978) - Billboard 200 #12
- Chicago 13 (agosto de 1979) - Billboard 200 #21
- Chicago XIV (julio de 1980) - Billboard 200 #71
- Chicago 16 (junio de 1982) - Billboard 200 #9; Reino Unido #44
- Chicago 17 (mayo de 1984) - Billboard 200 #4; Reino Unido #24
- Chicago 18 (septiembre de 1986) - Billboard 200 #35
- Chicago 19 (junio de 1988) - Billboard 200 #37
- Twenty 1 (enero de 1991) - Billboard 200 #66
- Night & Day Big Band (mayo de 1995) - Billboard 200 #90
- Chicago XXV: The Christmas Album (agosto de 1998) - Billboard 200 #47
- Chicago XXX (marzo de 2006) - Billboard 200 #41
- Chicago XXXII: Stone Of Sisyphus (junio de 2008) - Billboard 200 #122
- Chicago XXXIII: O Christmas Three (octubre de 2011) - Billboard 200 #170
- Chicago XXXV: The Nashville Sessions (abril de 2013)
- Chicago XXXVI: Now (julio de 2014)
- Chicago XXXVII: Chicago Christmas (octubre de 2019)
- Chicago XXXVIII: Born For This Moment (julio de 2022)

### Álbumes en vivo
- Chicago at Carnegie Hall (octubre de 1971) - Billboard 200 #3
- Live in Japan (1972)
- Chicago XXVI: Live in Concert (octubre de 1999)
- Chicago XXXIV: Live in '75 (2011)

### Recopilatorios
- Chicago IX - Chicago's Greatest Hits (noviembre de 1975) - Billboard 200 #1
- Greatest Hits, Volume II (noviembre de 1981) - Billboard 200 #171
- If You Leave Me Now (marzo de 1983)
- The Ultimate Collection (1984)
- Take Me Back to Chicago (enero de 1985)
- Greatest Hits 1982-1989 (noviembre de 1989) - Billboard 200 #37; Reino Unido #6
- Group Portrait (1991)
- Overtime (1995)
- 25 Years of Gold (1995)
- The Heart Of Chicago 1967-1997 (abril de 1997) - Billboard 200 #55; Reino Unido #21
- The Very Best of Chicago (1997)
- The Heart Of Chicago 1967–1998 Volume II (mayo de 1998) - Billboard 200 #154
- The Very Best Of: Only The Beginning (julio de 2002) - Billboard 200 #38; Reino Unido #11
- The Box (julio de 2003)
- Love Songs (enero de 2005) - Billboard 200 #57
- The Best Of Chicago: 40th Anniversary Edition (octubre de 2007) - Billboard 200 #100